# Иероним (Шурыгин)
Архимандрит Иероним (в миру Виктор Фёдорович Шурыгин; 17 ноября 1952, п. Белоречка, Кировградский горсовет, Свердловская область — 28 августа 2013, Алатырь, Чувашия) — архимандрит Русской православной церкви, наместник Свято-Троицкого монастыря города Алатыря.

## Биография
Родился 17 ноября 1952 года в рабочем посёлке Белоречка Кировградского горсовета Свердловской области (ныне посёлок в составе муниципального округа Верхний Тагил той же области). В 1973 году закончил школу-десятилетку в Анапе. С 1973 по 1974 год учился в мореходной школе Новороссийска, в 1975 году закончил торговый техникум Саратова.

Я не собирался быть ни монахом, ни священником. Много учился. Ради послушания пошел к одному старцу, Архимандриту Илариону. В Абхазии его многие знают. Этот духоносный старец сказал, что мой путь только монашеский. И я пошёл по этому пути.— https://pravoslavie.ru/36769.html
В 1976 году поступил послушником в Свято-Успенского Псково-Печерского монастыря в Печоры Псковской области.. В феврале 1980 года наместником монастыря архимандритом Гавриилом (Стеблюченко) был пострижен в монашество с именем Иероним в честь преподобного Иеронима Стридонского. 28 августа 1980 года митрополитом Иоанном (Разумовым) был хиротонисан во иеродиакона, а 9 января 1981 года — во пресвитера. Являлся духовным чадом архимандрита Иоанна (Крестьянкина).
В 1987 году в сопровождении архиепископа Чебоксарского и Чувашского Варнавы (Кудрова) был направлен в числе других братий монастыря в Свято-Пантелеимонов монастырь на гору Афон, где нёс послушания келаря, ризничного, библиотекаря, благочинного, эконома, духовника и казначея. В 1992 года переведён служить в Иерусалиме.
В 1994 году вернулся в Россию, перешёл в Чебоксарско епархию, где по 1995 года служил настоятелем храма Рождества Христова в селе Никулине Порецкого района Чувашской Республики.
С 1987 по 1993 год в Свято-Пантелеимонове монастыре на горе Афон нёс послушания келаря, ризничного, библиотекаря, благочинного, эконома, духовника и казначея, после чего уехал в Иерусалим. Вернулся в Россию, где служил в Чебоксарской епархии.
С 1995 года наместник Свято-Троицкого мужского монастыря в Алатыре. В 1996 году возведен в сан игумена, в 2000 году стал архимандритом. За годы его трудов в Алатырь приехали на постоянное место жительства со всей России сотни мирян для того, чтобы быть едиными с мощным творческим духом своего наставника. Многие из них приняли священнический сан, большое число пострижены архимандритом Иеронимом в монашество.
29 декабря 2008 года в здании Епархиального управления состоялось ежегодное собрание духовенства был избран делегатом от монашествующих Чебоксарской епархии для участия в работе Поместного собора. 27-28 января 2009 года принял участие в работе Поместного собора Русской православной церкви.
Скончался 28 августа 2013 года в городе Алатыре после долгой болезни. 1 сентября 2013 года в Алатыре состоялось его отпевание. Проститься с наместником обители прибыли митрополит Чебоксарский и Чувашский Варнава (Кедров), архиепископ Йошкар-Олинский и Марийский Иоанн (Тимофеев), секретарь Чувашской митрополии протоиерей Николай Иванов, духовенство, прихожане и многочисленные духовные чада. Заупокойное богослужение и Чин отпевания возглавил епископ Алатырский и Порецкий Феодор (Белков) в сослужении духовенства Чувашской митрополии. Погребен у алтаря собора Живоначальной Троицы в обители, которую он восстановил.

## Награды
- Орден святого благоверного князя Даниила Московского 3 степени[1]
- Почётный гражданин Алатыря[1]
- Медаль ордена «За заслуги перед Чувашской Республикой»[1]
- Орден «Знак Почёта Чувашской Республики»[1]
- Ордена и медали различных общественных организаций[1]